# Rolf Iseli
Rolf Iseli, né le 22 janvier 1934 à Berne, est un peintre, graveur et sculpteur suisse actif en France.

## Biographie
Rolf Iseli naît le 22 janvier 1934 à Berne.
Après avoir appris le procédé photolithographique en tant qu'apprenti, il fréquente l'école des arts et métiers de Berne. De 1953-1954 (sa période de formation), il produit ses premières images non figuratives.
En 1957, il remporte la bourse fédérale avec une œuvre semblant éclaboussée d’encre de Chine.
Il est lauréat du prix de la Fondation Willy Reber 2016.